# Галимунт
Галимунт (др.-греч. Ἁλιμοῦς, лат. Halimus) — дем в Аттике на расстоянии 35 стадий на юге от Афин. Принадлежал филе Леонтида. Был расположен на Афинской равнине, к северу от мыса Колиада (ныне Айос-Козмас), известного своей белой глиной высшего качества для гончарного производства, на побережье Саронического залива Эгейского моря, между демами Фалер и Эксона, недалеко от современного города Каламакион в общине Алимос (получившей название от Галимунта), южного пригорода Афин. Родина историка Фукидида.

## Тесмофории
В Галимунте находился храм Деметры Фесмофоры (Законодательницы) и Коры (Персефоны). В Галимунте в конце октября (в аттическом месяце пианопсионе) происходила первая часть пятидневного праздника Тесмофории в честь Деметры Законодательницы как покровительницы земледелия, земледельческого быта и браков. Женщины отправлялись в Галимунт, обмениваясь по дороге шутками и насмешками цинического характера. Во второй день праздника приносились в жертву свиньи. В третий день женщины возвращались в Афины, неся на головах священные книги с установлениями Деметры.